# Tomáš Svoboda
Tomáš Svoboda (19 maart 1985) is een Tsjechisch aquatlon-, biathle-, triathlon- en quadrathlon-atleet.

## Levensloop
Svoboda werd tweemaal wereldkampioen in het biatle en eenmaal Europees kampioen in de aquatlon. Daarnaast won hij in de quadrathlon tweemaal het wereldkampioenschap sprint en eenmaal de lange afstand. Ook won hij in deze sport tweemaal de wereldbeker en werd hij zowel op de sprint als op de middellange afstand tweemaal Europees kampioen.
Hij is woonachtig in Praag. Zijn broer David is sportief actief in de moderne vijfkamp.

## Palmares
Aquatlon
- Europees kampioenschap: 2015
- Europees kampioenschap: 2018

Biathle
- Wereldkampioenschap: 2013 en 2017
- Wereldkampioenschap: 2015, 2016 en 2018
- Wereldkampioenschap: 2012

Quadrathlon
- Wereldkampioenschap sprint: 2018 en 2019
- Wereldkampioenschap lange afstand: 2018
- Wereldkampioenschap sprint: 2017
- Wereldkampioenschap middellange afstand: 2018 en 2019
- Wereldbeker: 2017 en 2018
- Wereldbeker: 2019
- Europees kampioenschap sprint: 2017 en 2019
- Europees kampioenschap middellange afstand: 2018 en 2019